# Illaena exilis
Illaena exilis là một loài bọ cánh cứng trong họ Cerambycidae.